# Метаматематика
Метаматематика — раздел математической логики, изучающий основания математики, структуру математических доказательств и математических теорий с помощью формальных методов. Термин «метаматематика» буквально означает «за пределами математики».
В широком смысле слова метаматематика — метатеория математики, не предполагающая никаких специальных ограничений на характер используемых метатеоретических методов, на способ задания и объём исследуемой в ней «математики».

## Основные сведения
Метаматематика рассматривает формализованную теорию как множество некоторых конечных последовательностей символов, называемых формулами и термами, к которым добавляется множество операций, производимых над этими последовательностями. Формулы и термы, получаемые с помощью простых правил, служат заменой предложениям и функциям содержательной математической теории. Операции над формулами соответствуют элементарным шагам дедукции в математических рассуждениях. Формулы, соответствующие аксиомам содержательной теории, выступают в качестве аксиом формализованной теории. Формулы, которые могут быть выведены из аксиом посредством принятых операций, соответствуют теоремам содержательной теории. Множество формул и множество термов, рассматриваемые как множества конечных последовательностей с операциями, в свою очередь, могут быть объектами математического исследования.

## Развитие метаматематики
В ранний период развития математической логики использовались в основном простые методы, исключались все нефинитные. Лидером этого направления был Д. Гильберт, полагавший, что с помощью простых методов метаматематике удастся доказать непротиворечивость фундаментальных математических теорий. Однако теоремы К. Гёделя показали, что программа Гильберта неосуществима. Использование финитных методов для исследования формализованных теорий является естественным в силу их очевидного финитного характера. Но на практике ограничение методов доказательства элементарными методами значительно усложняет математические исследования. Поэтому для более глубокого проникновения в сущность формализованных теорий современная метаматематика широко использует более сложные, нефинитные методы. Множество термов любой формализованной теории является алгеброй, и множество всех формул также является алгеброй. После естественного отождествления эквивалентных формул множество всех формул становится решеткой (структурой), а именно: булевой алгеброй, псевдобулевой алгеброй, топологической булевой алгеброй и т. п. — в зависимости от типа логики, принимаемой в теории. Эти алгебры, в свою очередь, связаны с понятием поля множеств и топологического пространства. С этой точки зрения представляется естественным применение в метаматематике методов алгебры, теории решеток (структур), теории множеств и топологии. Широко используется также гёделевский метод арифметизации и теория рекурсивных функций.
Теоремы Гёделя можно было воспринимать как «конец», но, свидетельствуя об ограниченности финитизма, формализма и связанной с ними гильбертовской программы, а также аксиоматического метода в целом, эти теоремы в то же время послужили мощным стимулом поиска средств доказательств (в частности, доказательств непротиворечивости) более сильных, чем финитные, но и в определённом смысле конструктивных. Одним из таких методов явилась трансфинитная индукция до первого недостижимого конструктивного трансфинита. Этот путь позволил получить доказательство непротиворечивости арифметики (Г. Генцен, В. Аккерман, П. С. Новиков, К. Шютте, П. Лоренцен и др.). Другим примером может служить ультраинтуиционистская программа обоснования математики, позволившая получить абсолютное (не пользующееся редукцией к какой-либо другой системе) доказательство непротиворечивости теоретико-множественной системы аксиом Цермело — Френкеля.

## Цели и задачи
Метаматематика исследует следующие вопросы:
- непротиворечивости и полноты формализованных теорий;
- независимость аксиом;
- проблему разрешимости;
- вопросы определимости и погружения одних теорий в другие;
- дает точное определение понятия доказательства для различных формализованных теорий и доказывает теоремы о дедукции;
- изучает проблемы интерпретации формальных систем и их различные модели;
- устанавливает разнообразные отношения между формализованными теориями.

## Предмет и метод метаматематики
Предмет метаматематики состоит в такой абстракции математики, когда математические теории заменяются формальными системами, доказательства — некоторыми последовательностями хорошо известных формул, определения — «сокращенными выражениями», которые «теоретически необязательны, но зато типографически удобны».
Такая абстракция была придумана Гильбертом, чтобы получить мощную технику исследования задач методологии математики. Вместе с тем имеются задачи, которые выпадают из рамок метаматематической абстракции. В их числе находятся все задачи, относящиеся к «содержательной» математике и её развитию, и все задачи, касающиеся ситуационной логики и решения математических задач.
Методом является математическая логика.